# شاي بالحليب على طريقة هونغ كونغ
| 港式奶茶                          | بالصينية                  |
| Góngsīk náaihchà                  | بالكانتونية               |

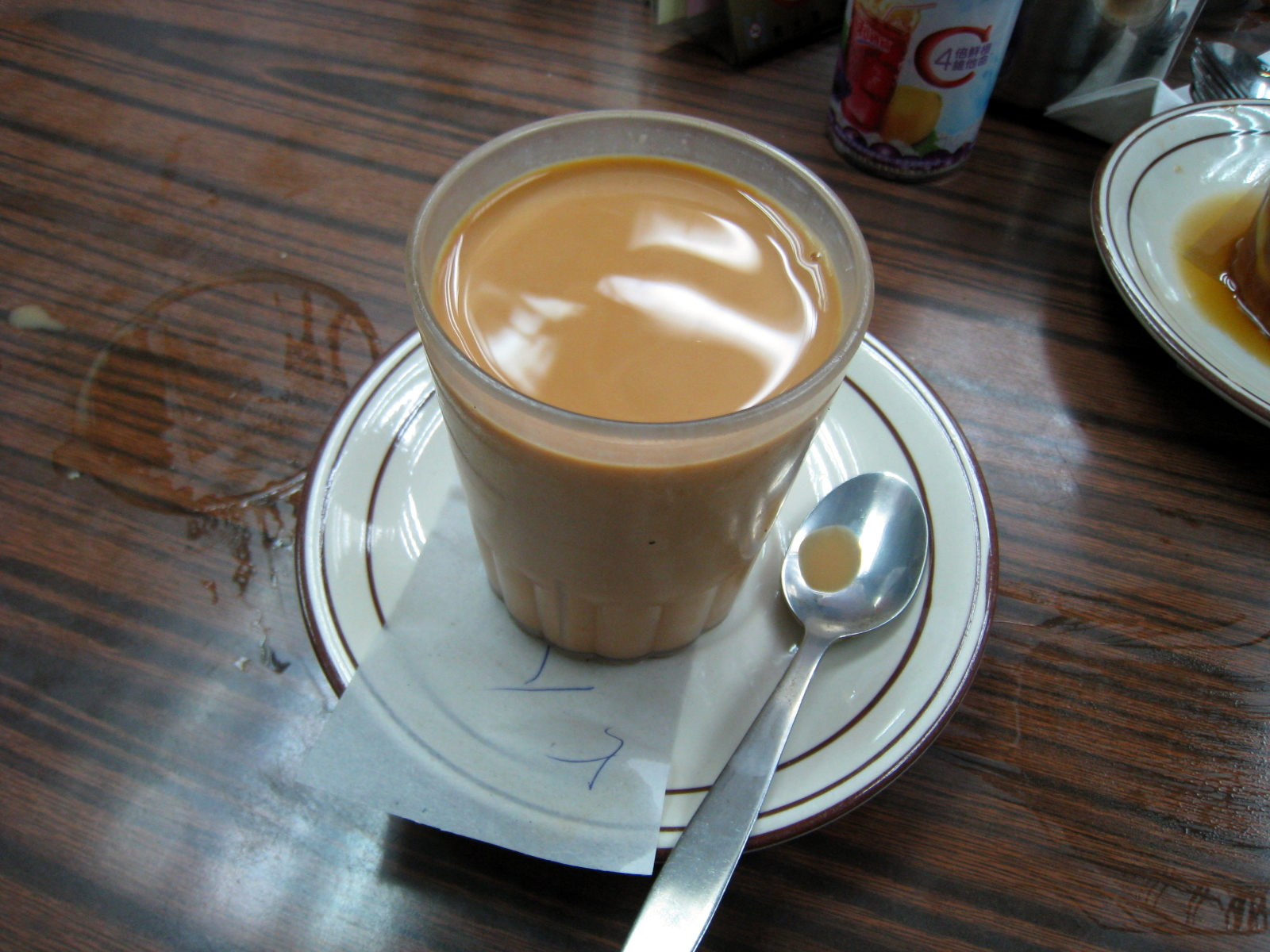
شاي ساخن بالحليب في كأس

| الشاي بالحليب على طريقة هونغ كونغ | المعنى الحرفي             |
|                                   |                           |
| أسماء صينية أخرى                  |                           |
| 香港奶茶                          | بالصينية                  |
| Hēunggóng náaihchà                | بالكانتونية               |
| شاي بالحليب على طريقة هونغ كونغ   | المعنى الحرفي             |
|                                   |                           |
| أسماء صينية أخرى إضافية           |                           |
| 大排檔奶茶                        | بالحروف الصينية التقليدية |
| Daaihpàaidong náaihchà            | بالكانتونية               |
| داي باي يونغ شاي بالحليب          | المعنى الحرفي             |

شاي بالحليب على طريقة هونغ كونغ وهو مشروب يحضر من الشاي الأحمر والحليب (عادةً بالحليب المبخر أو بالحليب المكثف المحلى)، وعادةً ما يكون جزءًا من وجبة الغداء في ثقافة هونغ كونغ، على الرغم من أن أصل المشروب يرجع إلى هونغ كونغ إلا أنه موجود في مطاعم الدول الأخرى التي تقدم المطبخ الصيني والمطبخ الغربي بطابع هونغ كونغ. حصل الشاي بالحليب على طريقة هونغ كونغ في برنامج توب إيت 100 والذي عُرض في 4 فبراير 2012 على المرتبة الرابعة في المطبخ الصيني. ويستهلك سكان هونغ كونغ 900 مليون كأس/ كوب منه كل سنة.

## المنشأ
يرجع أصل الشاي بالحليب على طريقة هونغ كونغ إلى الحكم الاستعماري البريطاني على مدينة هونغ كونغ، فكانت عادة البريطانيين في صنع شاي الظهيرة هي بالشاي الأحمر مع الحليب والسكر وأصبح شائعاً في هونغ كونغ، ويشبه الشاي بالحليب إلا أن الحليب المستخدم فيه هو حليب مبخر أو حليب مكثف محلى. يسمى شاي بالحليب (بالصينية: 奶茶؛ بالكانتونية: náaihchà) لكي يُفرق بينه وبين «الشاي الصيني» (بالصينية: 茶؛ بالكانتونية: chà) الذي يقدم سادة ويُسمى في خارج هونغ كونغ بـ«الشاي بالحليب على طريقة هونغ كونغ».

## الإنتاج
يُحضر الشاي بالحليب على طريقة هونغ كونغ من عدة أنواع من الشاي الأحمر (عادةً ما يكون المقدار «سر تجاري» عند بعض بائعي الشاي بالحليب، وغالباً ما يُستخدم شاي بو لي وهو أحد أنواع الشاي السيلاني) ويضيف الزبون بنفسه الحليب المبخر والسكر إلا إذا كان الطلب سفري، ويضيف الكثير من الناس الحليب المكثف المحلى بدلاً عن الحليب والسكر وذلك لأنه يعطي الشاي قواماً غنياً.
لصنع الشاي نحتاج: ماء وشاي (ما يقارب ملعقة إلى ثلاث ملاعق من الشاي في كوب ويعتمد المقدار على مدى ثقل الشاي الذي يرغبه الشخص)، ثم نضعهم في وعاء حتى يغلي لمدة تقارب الثلاث إلى ست دقائق، ويوضع الشاي عادةً في كيس من القماش قبل إضافة الماء إلى الوعاء وذلك لتصفية الشاي، أما إذا لم يوجد كيس قماشي فيصب في مصفاة، ويبعد العديد من الناس الوعاء من على النار عندما يغلي لمدة ثلاث دقائق ومن ثم يوضع على النار ليغلي مرةً أخرى، ويمكن تكرار هذه العملية لمراتٍ عدة لتقوية النكهة أو الكافايين.[بحاجة لمصدر]
الخاصية الأساسية لتحضير الشاي بالحليب على طريقة هونغ كونغ هي الكيس القماشي الذي يصفيه من أوراق الشاي ولكن يمكن أن يستخدم أي نوع آخر من المرشحات لتصفيته.[4] والكيس القماشي ليس أساسياً ولكنه مُحبذ عادةً، وقيل أن هذا الكيس يجعل الشاي أكثر سلاسة فهو يظهر لونه البني الناقع لأنه نُقع لمدة طويلة، فالكيس الذي على شكل «الجورب الحريري» نسبةً لشكل المصفاة المشابه للجورب الحريري، وسمي الشاي بالحليب على طريقة هونغ كونغ بشاي حليب «الجورب الطويل» أو «الجورب الحريري» (بالصينية: 絲襪奶茶؛ الكانتونية:sī maht náaihchà)، ويشيع استخدام هذا الاسم في هونغ كونغ أكثر من الصين والدول الأخرى. [5]  

قد جرت بعض المناظرات على الطريقة الأكثر أصالةً لتحضير الشاي بالحليب، ونعني بهذا الترتيب في إضافة كل مكون، وعارض بعضهم بقول أنه يجب وضع الحليب قبل سكب الشاي عليه، بينما قال أخرون عكس هذه الرأي؛ وعلى الرغم من ذلك إلا أن غالبية الناس يقبلون كلا الطريقتين.[بحاجة لمصدر]
| 絲襪奶茶                              | بالحروف الصينية التقليدية |
| sī maht náaihchà                      | بالكانتونية               |
| الشاي بالحليب بطريقة "الجورب الحريري" | المعنى الحرفي             |

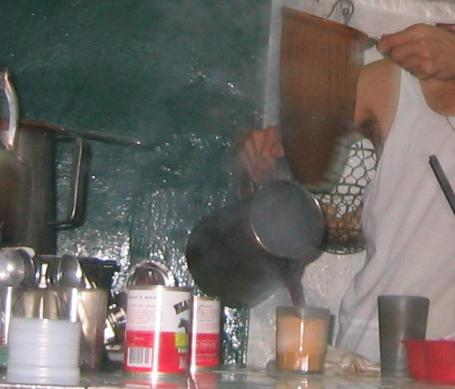
تحضير الشاي بالحليب بطريقة "الجورب الحريري"

قد يستخدم بعض المطاعم الحليب المكثف المحلى لأنه محلى من الأساس ولا يمكن تغييره، كما أنه يعطي قواماً أكثر كثافه من الحليب العادي والذي قد يكون كثيفاً قليلاً في لزوجته، وقد تستخدم بعض المطاعم الحليب المبخر بحيث يمكن للزبائن إضافة السكر بأنفسهم.
يعتبر الشاي بالحليب جزء متعارف عليه في حياة سكان هونغ كونغ اليومية، وعادةً ما يقدم في وقت شاي الظهيرة بل في وقت الفطور أو العشاء أيضاً، ويستمتع بشربه سكان هونغ كونغ تماماً مثل استمتاع الغرب بالقهوة؛ بينما لا تقدمه المطاعم الكانتونية التقليدية أو محلات ديم سوم للشاي، والسعر المتعارف عليه للشاي بالحليب في المطاعم الغربية الصينية وتشا تشان تينق وأيضاً شاي هونغ كونغ داي باي دونق التاريخي يتراوح بين 12 – 16 HKD$ (هذا السعر إذا كان حاراً أما إذا كان بارداً فيزيد بدولار واحد أو اثنان)، وغالباً ما يقدم كوب من الشاي بالحليب الحار في كوب من السيراميك (وعادةً ما يشار إليه بـ«كوب القهوة»咖啡杯) أو يقدم في كأس بلاستيكي اسطواني طويل.

## معايير جودة الشاي بالحليب
أول معيار لجودة الشاي بالحليب هو «كثافته» (香滑)؛ بمعنى آخر مدى كثافته وثقله.
معيار آخر للحصول على شاي لذيذ بالحليب (أو ما يسمى بحليب الفقاعات)، وهو الزبد الباقي على فم الكأس بعدما شُرب بعضه. هذا يعني أن دهن الزبدة في الحليب المبخر المستعمل لصنع الشاي كثير بما فيه الكفاية.
يفرق المقيمون الجودة العالية للمشروب بطريقة أخرى وهي تحديد كمية الزيت على المشروب بعدما يتخمر تخميراً صحيحاً، وهذا الزيت الباقي من العملية الشاملة خلال عملية تحميص القهوة.

قد يؤثر الحليب المستعمل على طعم المشروب وقوامه، فعلى سبيل المثال، تفضل بعض مقاهي هونغ كونغ استعمال أنواع الحليب المعبأ، يعني ذلك أن الحليب المبخر ليس حليباً مبخراً تماماً (كما هو الحال مع معظم العلامات التجارية للبيع بالتجزئة) بل خليط بين حليب خالي الدسم وزيت فول الصويا.

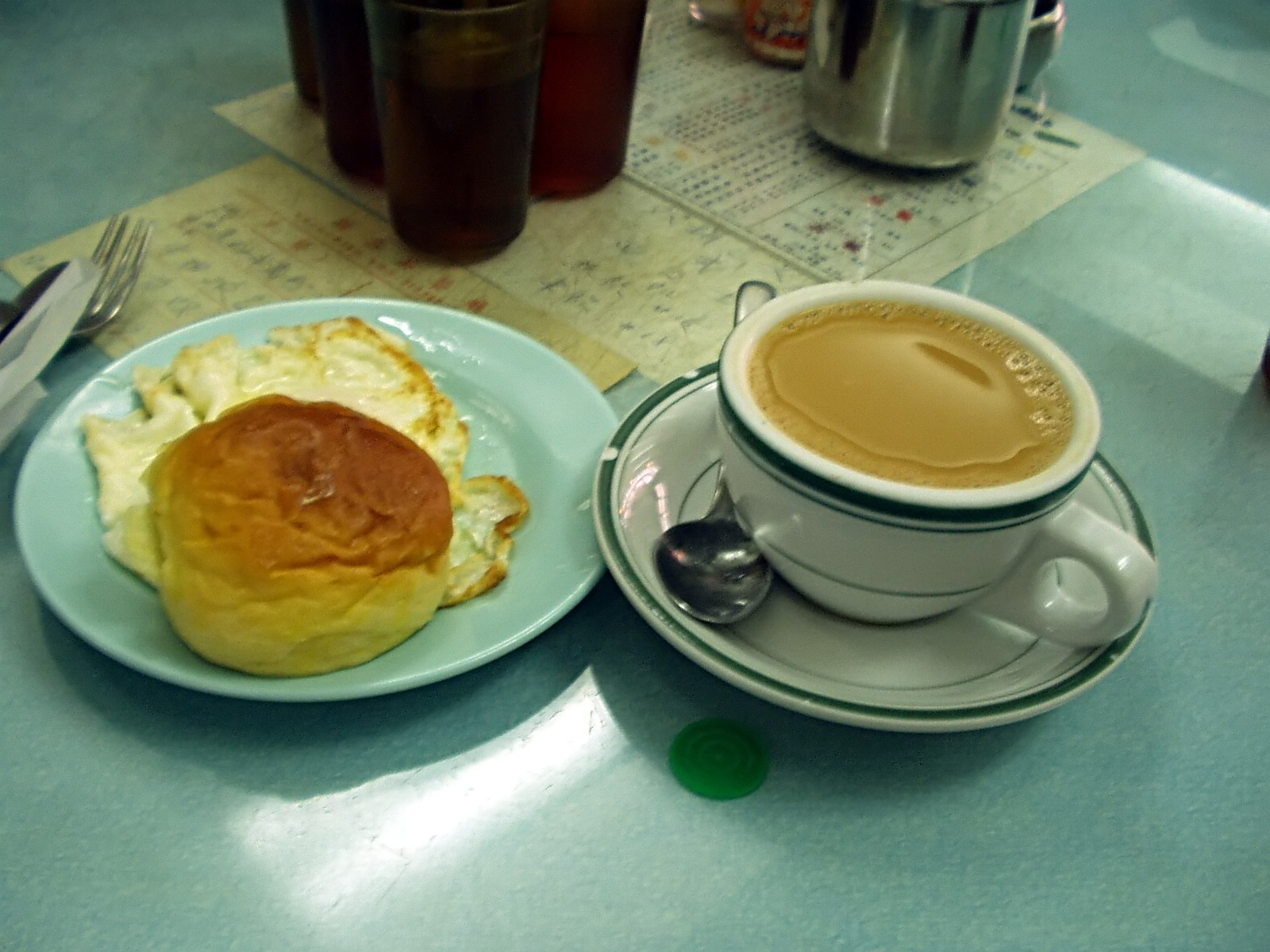
الشاي بالحليب الساخن في كوب القهوة مع الفطور.

## أنواعه

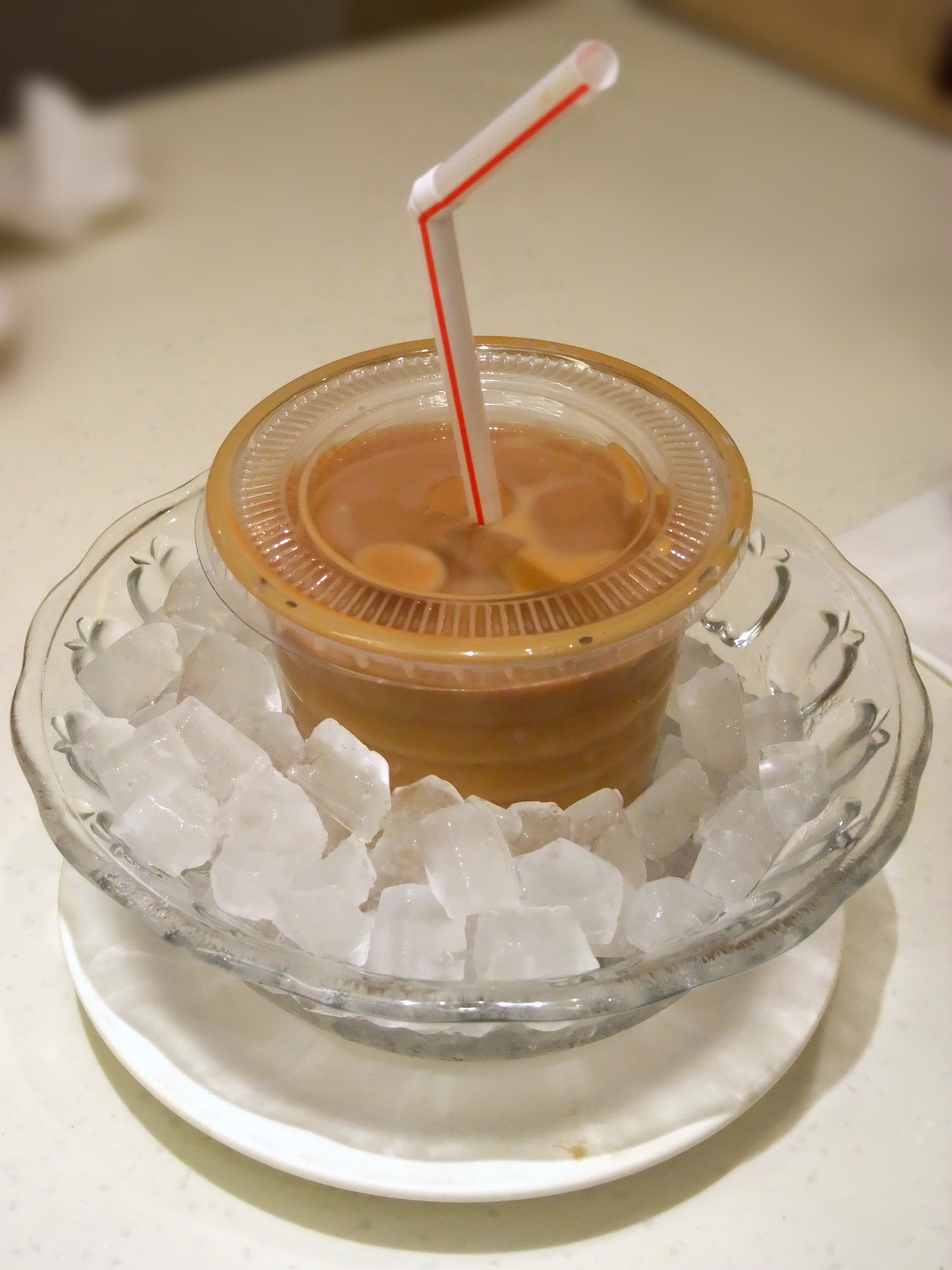
حمام ثلجي للشاي بالحليب. يوضح الشاي بالحليب في مياه مثلجة لكي يبقى الشاي بارداً ولكي لا يميع الثلج ويصبح المشروب خفيفاً.

في وقتنا الحالي عادةً ما يُعد الشاي بالحليب المثلج بمكعبات الثلج؛ ولكن في الأيام الخوالي عندما كانت آلات إنتاج مكعبات الثلج غير مشهورة تم صنع الشاي بالحليب المثلج عن طريق ملء الشاي بالحليب الساخن في قنينة زجاجية ومن ثم تبريده في الثلاجة، في بعض الأحيان يتم ملء الشاي بالحليب في زجاجات مشروب الكوكاكولا ويتم بيعه بالزجاجة ويعتبرهذا النوع من علب الشاي بالحليب نادراً في هونغ كونغ ويمكن العثور على الشاي بالحليب المثلج في العلب أو الزجاجات البلاستيكية في العديد من المتاجر في جميع أنحاء هونغ كونغ مثل مطعما سفن اليفن وسيركر سي.
في حالة الشاي بالحليب مع مكعبات الثلج، فإن الثلج الذائب سيخفف المحتوى مما يؤثر على طعم المشروب لذلك يفضل الكثير من الناس الطريقة القديمة لإعداد الشاي بالحليب المثلج وحالياً تقدم بعض أنواع التشا تشا تينقق المخفوق بالثلج الذي يصنع عن طريق صب الشاي بالحليب الساخن في كوب بلاستيكي ثم تبريده في الثلاجة. كما يوجد طريقة أخرى وهي وضع الكأس في حمام ماء بارد، ويسمى بـ«شاي الحليب الجليدي» (الصينية: 冰鎮 奶茶 ؛ الكانتونية: Bīngjan náaihchà)، وتستخدم بعض المطاعم ببساطة مكعبات الثلج المصنوعة من شاي الحليب المجمد، وكثيرا ما تستخدم كل هذه الأساليب كنقاط للبيع.
تشا جاو (الصينية: 茶 走) هو شاي الحليب المحضر بالحليب المكثف، بدلاً من الحليب المبخر والسكر. طعمها -كما هو متوقع- أكثر حلاوة من شاي الحليب العادي. كانوا كبار السن قديماً يشربون التشا تشاو غالباً عندما يصابون باحتقان في حناجرهم.  [بحاجة لتوضيح]
ويسمى شاي الحليب والقهوة معا يون يونغ (بالصينية: 鴛鴦 ؛ بالحروف الكانتونية: Yūnyēung)، والبديل لـ«شاي الجورب الحريري» هو «قهوة الجورب الحريري».

## روابط إضافية
- Association of Coffee & Tea Hong Kong

·